# Visions of Europe
Visions of Europe е първият лайф албум на финландската група Стратовариус. Издаден е през 1998 г. от лейбъла Noise с продуцент Тимо Толкин. Записан е в Италия и Германия.

## Участници
- Тимо Котипелто
- Тимо Толки
- Яри Кайнулайнен
- Йенс Юхансон
- Йорг Михаел